# 3rd Troop of Horse Guards
Der 3rd Troop of Horse Guards war eine Gardekavallerieeinheit der britischen Armee, die von 1658 bis 1746 bestand.

## Geschichte
Der Troop wurde zur Zeit des Commonwealth 1658 als 2nd (The Duke of York’s) Troop of Horse Guards von Anhängern des im Exil befindlichen Stuart-Königs Karl II. in den Niederlanden gegründet. Er nahm zunächst auf spanischer Seite am Krieg gegen das englische Commonwealth (1655–1660) teil. 
Nachdem die Monarchie in England 1660 wiederhergestellt worden war, wurde der Troop Teil der königlichen Leibgarde und 1661 ins neugegründete englische Heer eingegliedert (siehe Geschichte der British Army). 1670 wurde der protokollarische Rangplatz des Troops mit dem vormaligen 3rd (The Lord General’s) Troop of Horse Guards getauscht; der Troop hieß fortan entsprechend 3rd Troop of Horse Guards.
Der Troop kämpfte im Englisch-Niederländischen Krieg (1672–1674), bei der Niederschlagung der Monmouth Rebellion (1685), im Pfälzischen Erbfolgekrieg (1688–1697) und im Österreichischen Erbfolgekrieg (1740–1748). In der Schlacht bei Dettingen zeichnete sich der Troop durch besondere Tapferkeit aus – in Anerkennung dieser Verdienste wurde 1882 der zwischenzeitlichen Nachfolgereinheit des Troops, dem 1st Regiment of Life Guards, die Battle Honour Dettingen verliehen. 1746 wurde der Troop in den bestehenden 1st Troop of Horse Guards eingegliedert.

## Colonels
Colonels des 3rd Troop of Horse Guards waren:
- 1660–1665: Colonel Charles Berkeley, 1. Earl of Falmouth
- 1665–1685: Lieutenant-General Louis de Duras, 2. Earl of Feversham
- 1685–1688: General John Churchill, 1. Baron Churchill of Sandridge
- 1688–1689: Lieutenant-General James Fitzjames, 1. Duke of Berwick
- 1689–1692: General John Churchill, 1. Duke of Marlborough (erneut)
- 1692–1703: General Richard Savage, 4. Earl Rivers
- 1703–1715: Lieutenant-General Charles Butler, 1. Earl of Arran
- 1715–1733: General George Cholmondeley, 2. Earl of Cholmondeley
- 1733–1745: General Willem van Keppel, 2. Earl of Albemarle
- 1745–1746: Field Marshal James O’Hara, 2. Baron Tyrawley